# The Salentino Cuts
The Salentino Cuts es el vigésimo segundo álbum de estudio de la banda británica de hard rock y heavy metal UFO, publicado en 2017 por Cleopatra Records. Es la primera producción de la agrupación que está compuesta de versiones de otras bandas, canciones que fueron escogidas por los propios miembros de UFO.

## Lista de canciones
| N.º | Título                                                      | Escritor(es)                                               | Duración |  |
| 1.  | «Heartful of Soul» (cover de The Yardbirds)                 | Graham Gouldman                                            | 3:09     |  |
| 2.  | «Break on Through (To the Other Side)» (cover de The Doors) | Jim Morrison, John Densmore, Ray Manzarek, Robby Krieger   | 2:21     |  |
| 3.  | «River of Deceit» (cover de Mad Season)                     | Barrett Martin, John Saunders, Layne Staley, Mike McCready | 5:06     |  |
| 4.  | «The Pusher» (cover de Steppenwolf)                         | Hoyt Axton                                                 | 4:55     |  |
| 5.  | «Paper in Fire» (cover de John Mellencamp)                  | John Mellencamp                                            | 4:02     |  |
| 6.  | «Rock Candy» (cover de Montrose)                            | Sammy Hagar, Ronnie Montrose, Bill Church, Denny Carmassi  | 5:14     |  |
| 7.  | «Mississippi Queen» (cover de Mountain)                     | Leslie West, Corky Laing, Felix Pappalardi, David Rea      | 2:42     |  |
| 8.  | «Ain't No Sunshine» (cover de Bill Withers)                 | Bill Withers                                               | 3:12     |  |
| 9.  | «Honey-Bee» (cover de Tom Petty)                            | Tom Petty                                                  | 3:58     |  |
| 10. | «Too Rolling Stoned» (Robin Trower)                         | Robin Trower                                               | 5:14     |  |
| 11. | «Just Got Paid» (cover de ZZ Top)                           | Bill Ham, Billy Gibbons                                    | 3:24     |  |
| 12. | «It's My Life» (cover de The Animals)                       | Carl Derrico, Roger Atkins                                 | 3:32     |  |

## Músicos
- Phil Mogg: voz
- Vinnie Moore: guitarra líder
- Paul Raymond: teclados y coros
- Rob De Luca: bajo
- Andy Parker: batería